# واين رامزي
واين رامزي هو لاعب هوكي الجليد كندي، ولد في 31 يناير 1957 في Hamiota, Manitoba ‏ في كندا.

## وصلات خارجية
- واين رامزي على موقع دوري الهوكي الوطني (الإنجليزية)
- واين رامزي على موقع قاعة مشاهير الهوكي (لاعب أن.إتش.أل) (الإنجليزية)
- واين رامزي على موقع EliteProspects.com (الإنجليزية)
- واين رامزي على موقع HockeyDB.com (الإنجليزية)
- واين رامزي على موقع Hockey-Reference.com (الإنجليزية)